# 25 شوال
- السبت
- الأحد
- الاثنين
- الثلاثاء
- الأربعاء
- الخميس
- الجمعة

- 2929 مارس 2025
- 130 مارس 2025
- 231 مارس 2025
- 31 أبريل 2025
- 42 أبريل 2025
- 53 أبريل 2025
- 64 أبريل 2025
- 75 أبريل 2025
- 86 أبريل 2025
- 97 أبريل 2025
- 108 أبريل 2025
- 119 أبريل 2025
- 1210 أبريل 2025
- 1311 أبريل 2025
- 1412 أبريل 2025
- 1513 أبريل 2025
- 1614 أبريل 2025
- 1715 أبريل 2025
- 1816 أبريل 2025
- 1917 أبريل 2025
- 2018 أبريل 2025
- 2119 أبريل 2025
- 2220 أبريل 2025
- 2321 أبريل 2025
- 2422 أبريل 2025
- 2523 أبريل 2025
- 2624 أبريل 2025
- 2725 أبريل 2025
- 2826 أبريل 2025
- 2927 أبريل 2025
- 3028 أبريل 2025
- 129 أبريل 2025
- 230 أبريل 2025
- 31 مايو 2025
- 42 مايو 2025

25 شوَّال أو 25 شوَّال المُکَرَّم أو 25 شوَّال المكرَّمة أو يوم 25 \ 10 (اليوم الخامس والعشرون من الشهر العاشر) هو اليوم الحادي والتسعون بعد المائتين (291) من أيَّام السنة (أو الثاني والتسعون بعد المائتين لو كان شهر شعبان مُتممًا لليوم الثلاثين أو الثالث والتسعون بعد المائتين لو أتم كلاً من صفر وربيع الآخر وجمادى الآخرة وشعبان ثلاثين يوماً) وفق التقويم الهجري القمري (العربي). يبقى بعده 63 أو 64 يومًا لانتهاء السنة.

## أحداث
- 1148 هـ - نادر شاه، مؤسس الدولة الأفشارية يتوج شاه إيران.
- 1205 هـ - عمر مكرم يصل إلى القاهرة لأول مرة قادمًا من الصعيد.
- 1339 هـ - الأمير المغربي محمد عبد الكريم الخطابي ينتصر على الأسبان في معركة أنوال الشهيرة، وينجح في إقامة دولة جمهورية في الريف، استطاعت أن تواجه الاستعمار الفرنسي والإسباني.
- 1340 هـ - الكونغرس الأمريكي يصدر قرارًا بالإجماع بتحبيذ إنشاء وطن قومي لليهود في فلسطين.
- 1381 هـ - انقلاب فاشل في سوريا قاده أحد الزعماء الناصريين في حلب.
- 1382 هـ - أحمد رضا كديرة يؤسس جبهة الدفاع عن المؤسسات الدستورية التي حصلت على نسبة كبيرة من مقاعد البرلمان في الانتخابات التشريعية المغربية.
- 1413 هـ - رئيس البرلمان التركي بولات كيندوروك يتولى بالنيابة مهام الرئيس بعد وفاة رئيس الجمهورية التركية توركوت أوزال.
- 1432 هـ - رئيس السلطة الوطنية الفلسطينية محمود عباس يتقدم بطلب عضوية كاملة لدولة فلسطين في الأمم المتحدة.
- 1424 هـ - ليبيا تعلن إنها ستقوم بتدمير ترسانتها من أسلحة الدمار الشامل، كما أعلنت عن موافقة الزعيم الليبي معمر القذافي على السماح لمفتشي الأسلحة على مراقبة التخلص من هذه الأسلحة بدون قيد أو شرط.
- 1425 هـ -
  - حامد قرضاي يؤدي اليمين الدستورية رئيسًا لأفغانستان بعد فوزه في أول انتخابات رئاسية فيها.
  - تنظيم القاعدة يتبنى الهجوم على القنصلية الأمريكية في جدة.
- 1429 هـ - سيول غزيرة في اليمن نتيجة عاصفة مدارية قدمت من بحر العرب تتسبب في مقتل 180 شخصًا.
- 1435 هـ -
  - سلسلة من الغارات الإسرائيلية على قطاع غزة مخلفة نحو 20 شهيدا بينهم ثلاثة من قادة كتائب القسام وهم محمد أبو شمالة ورائد العطار ومحمد برهوم.
  - تسمية أحمد داود أوغلو زعيمًا لِحزب العدالة والتنمية ورئيسًا لوزراء تُركيَّا.
- 1446 هـ - إصابة ما لا يقل عن 359 شخصًا جراء زلزال ضرب بحر مرمرة بالقرب من مدينة إسطنبول بتركيا.

## مواليد
- 1332 هـ - محمد أبو شهبة، عالم دين مصرية.
- 1346 هـ - موسى الصدر، عالم شيعي لبناني إيراني مؤسس حركة أفواج المقاومة اللبنانية - أمل.
- 1351 هـ - جمال إسماعيل، ممثل مصري.
- 1365 هـ -
  - سهير المرشدي، ممثلة مصرية.
  - خليل مرسي، ممثل مصري.
- 1371 هـ - دحان ولد أحمد محمود، دبلوماسي موريتاني.
- 1390 هـ -
  - منى الشاذلي، إعلامية مصرية.
  - ساندرا نشأت، مخرجة مصرية.
- 1393 هـ - أماني الحكيم، ممثلة سورية.

## وفيات
- 148 هـ - جعفر الصادق، عالم وفقيه مسلم وسادس أئمة الشيعة الاثنا عشرية.
- 1407 هـ - تقي الدين الهلالي، محدث، لغوي، أديب، وشاعر سلفي ظاهري مغربي.
- 1412 هـ -
  - عبد العزيز القوصي، عالم مصري في علم النفس.
  - عبد الرحيم الحصني، شاعر سوري.
- 1416 هـ - جاد الحق علي جاد الحق، شيخ الجامع الأزهر السادس والأربعون.
- 1426 هـ - غريد الشاطئ، مغني كويتي.
- 1435 هـ -
  - محمد أبو شمالة، عسكري فلسطيني وعضو المجلس العسكري الأعلى لكتائب عز الدين القسام .
  - رائد العطار، عسكري فلسطيني وعضو المجلس العسكري الأعلى لكتائب عز الدين القسام والقائد العسكري للواء رفح.

## وصلات خارجية
- موقع قصة الإسلام: حدث في شهر شوَّال.